# Alfred Sittard

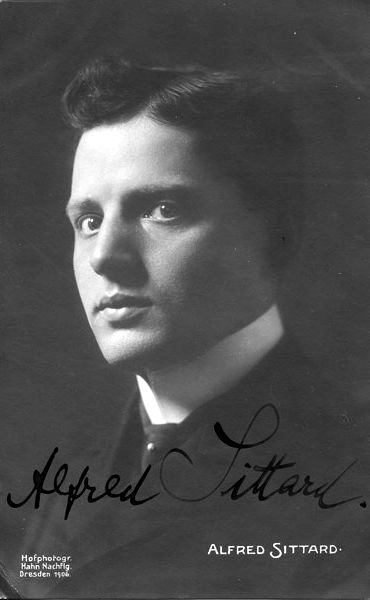
Alfred Sittard 1906

Alfred Joseph Heinrich Sittard (* 4. November 1878 in Stuttgart; † 31. März 1942 in Berlin-Mitte) war ein deutscher Kantor, Komponist von Kirchenmusik und einer der bedeutendsten Organisten seiner Zeit.

## Leben und Werk
Sittard Eltern waren der Musikschriftsteller Josef Sittard (1846–1903) und Marie Sittard, geb. Hiller (* 1853 Bietigheim; † 1931 Hamburg). 
1885 zog die Familie nach Hamburg, wo Josef Sittard Musikredakteur des Hamburgschen Correspondenten wurde. 
Alfred war Schüler seines Vaters sowie des Hamburger Petri-Kantors Wilhelm Köhler-Wümbach (1858–1926) und des Petri-Organisten Carl Armbrust (1849–1896).
1896 und 1897, nach dem frühen Tod Armbrusts, übernahm er noch als Primaner des Johanneums dessen Amt. Von 1897 bis 1901 studierte Sittard am Konservatorium Köln bei Friedrich Wilhelm Franke, Franz Wüllner und Isidor Seiß (1840–1905). Er arbeitete 1901 bis 1902 als Volontär-Dirigent am Hamburger Stadttheater und wurde 1902 mit dem Mendelssohn-Preis für Komposition ausgezeichnet. 1903 wurde er Organist der Kreuzkirche in Dresden, 1912 bis 1932 war er Organist an der gerade wiederaufgebauten Kirche Sankt Michaelis in Hamburg mit der damals größten Kirchenorgel von Walcker. Er gründete den Chor an der Michaelis-Kirche und leitete von 1920 bis 1925 den Hamburger Lehrergesangverein. 1925 erfolgte die Berufung als Professor für Orgelspiel an die Akademie für Kirchen- und Schulmusik in Berlin. Im April 1933 wurde er zudem der Direktor des Staats- und Domchors Berlin. Eine Mitgliedschaft in nationalsozialistischen Organisationen oder der NSDAP ist nicht nachgewiesen.
Als Orgelvirtuose unternahm er Tourneen durch Rumänien, Spanien, Holland, Belgien, Ungarn, Italien, die Tschechoslowakei, Russland und Schweden.
Seit Oktober 1933 lebte er in Berlin, nahe seiner Arbeitsstätte, dem Berliner Dom. Zum 1. April 1942 wollte Alfred Sittard in den Ruhestand wechseln, verstarb aber überraschend am Morgen seines letzten Arbeitstages an den Folgen eines Schlaganfalls. Er blieb unverheiratet. Sein Grab (Familiengrab) befindet sich auf dem Hamburger Friedhof Ohlsdorf (Grablage O 15, Nr. 120–122).
Es gibt von Sittard zahlreiche Einspielungen auf Schellackplatten für die Label Electrola und Deutsche Grammophon sowie auf Notenrollen für die Philharmonieorgeln der Firma M. Welte & Söhne. Sein Name wird mit der 1974 gegründeten Sittard-Stiftung, die auch Stipendien an minderbemittelte Orgelstudierende vergibt, an der Universität der Künste Berlin in Erinnerung gehalten.

## Werke
- Das Hauptorgelwerk und die Hilfsorgel der Großen St. Michaelis-Kirche in Hamburg. Boysen & Maasch, Hamburg 1912
- Alt-Hamburgs Kirchenmusik. In: Bachheft, Böhme, Hamburg 1921, S. 196
- Zur Entwicklung des Orgelspiels. In: Pädagogische Reform 44 (1920), S. 264–265 Online-Version auf Bildungsgeschichte Online.
- Henning E. Siedentopf (Hrsg.): Musiker der Spätromantik : unbekannte Briefe aus dem Nachlass von Josef und Alfred Sittard. Verlag Studio 74, Tübingen 1979. DNB 800241134

- Mehrere Kompositionen für Orgel und für Chor.

## Dokumente

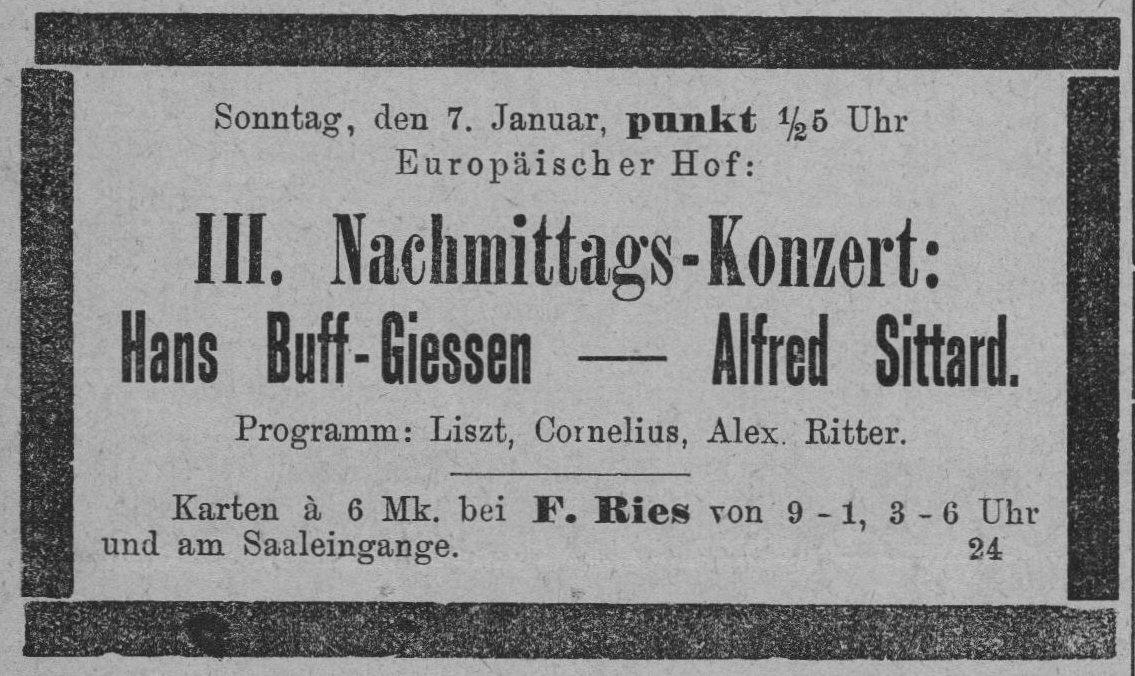
Zeitungsanzeige 1906

Briefe von Alfred Sittard befinden sich im Bestand des Leipziger Musikverlages C. F. Peters im Staatsarchiv Leipzig. Ein Teilnachlass befindet sich in der Staatsbibliothek zu Berlin.